# Kemična vez
Kémična véz ali véz je v kemiji privlačna sila, ki povezuje atome v molekulo ali kristal. Pri številnih preprostih primerih lahko sestavo in zgradbo molekul določimo s teorijo valenčne vezi in poznavanjem oksidacijskega števila. Preproste ionske strukture lahko napovemo tudi z znanjem klasične elektrodinamike. Pri določevanju zgradbe bolj zapletenih spojin, denimo kovinskih kompleksov, pa teorija valenčne vezi odpove in moramo uporabiti postopke kvantne mehanike.
Prostorske značilnosti ter tudi energijski razpon različnih kemičnih vezi se sicer delno prekrivajo, navadno pa razlikujemo med naslednjimi vrstami kemičnih vezi:
- ionska vez
- kovalentna vez
- koordinativna kovalentna vez
- kovinska vez
- vodikova vez

Nekateri med kemične vezi uvrščajo tudi molekulsko ali van der Waalsovo vez, medmolekulsko silo, ki povezuje molekule (npr. H2, O2, N2) v molekulski kristal. Enake vezi nastopajo tudi pri kristalih žlahtnih plinov.
Skupno vsem kemičnim vezem je, da nastanejo zaradi energijsko ugodne interakcije med elektroni sosednjih atomov. Kemične vezi razlikujemo glede na to, v kolikšni meri je verjetnostna gostota elektronov lokalizirana ali delokalizirana med atomi v snovi.